# Rade Basta
Rade Basta, cyr. Раде Баста (ur. 21 lutego 1979 w Nowym Sadzie) – serbski polityk i menedżer, poseł do Zgromadzenia Narodowego Republiki Serbii, w latach 2022–2023 minister gospodarki.

## Życiorys
Ukończył szkołę średnią o profilu policyjnym (1998) i studia na wydziale kultury fizycznej Uniwersytetu w Nowym Sadzie (2002). W 2012 uzyskał magisterium z ekonomii na uczelni Univerzitet Privredna akademija w Nowym Sadzie. Był kickbokserem, pracował jako nauczyciel wychowania fizycznego i w policji, zarządzał też prywatnym przedsiębiorstwem.
Zaangażował się w działalność polityczną w ramach Zjednoczonej Serbii. Obejmował funkcje przewodniczącego JS w Wojwodinie i wiceprzewodniczącego ugrupowania. Zajmował stanowisko doradcy dyrektora przedsiębiorstwa „Elektrovojvodina” zarządzanego w tym czasie przez Srđana Kruževicia. W 2016 został wybrany na radnego Nowego Sadu, zrezygnował jednak z tej funkcji. W tym samym roku powołany na zastępcę sekretarza do spraw energii, budownictwa i transportu w administracji Wojwodiny. Od 2016 do 2017 był też dyrektorem klubu piłkarskiego Radnički Nisz. W 2018 został p.o. dyrektora belgradzkiej elektrowni „Beogradske elektrane” (później objął stanowisko dyrektora tego koncernu).
W 2022 wybrany na radnego zgromadzenia miejskiego Belgradu (zrezygnował z mandatu), a także na posła do Zgromadzenia Narodowego. W październiku tegoż roku dołączył do powołanego wówczas trzeciego rządu Any Brnabić, obejmując w nim stanowisko ministra gospodarki. Opowiadał się wbrew stanowisku swojej partii za wprowadzeniem sankcji wobec Rosji w związku z jej inwazją na Ukrainę. W lipcu 2023 parlament odwołał go ze stanowiska ministra. W tym samym roku polityk założył nowe ugrupowanie pod nazwą Pokret „Evropski put”.